# 小カエピオ
クィントゥス・セルウィリウス・カエピオ（ラテン語: Quintus Servilius Caepio, 生没年不詳）は、紀元前1世紀共和政ローマ末期の政治家、軍人。紀元前91年にプラエトルを務めた。
クィントゥス・セルウィリウス・カエピオ (紀元前106年の執政官)（大カエピオ）と区別するため小カエピオと呼ばれる。クィントゥス・セルウィリウス・カエピオ (紀元前140年の執政官)や、小カエピオの長男 (en) も同名である。

## 出自
セルウィリウス氏族は、ホラティウス三兄弟の決闘によるアルバ・ロンガの滅亡後、ユリウス氏族やクィンクティウス氏族らと共にローマへ移ってきた6つの氏族のうちの一つといい、このうちではユリウス氏族に次ぐ地位を得ていた。彼らは一族の命運によって大きさの変動する神聖なトリエンス（アス (青銅貨)の1/3）を祀っており、毎年生け贄を捧げていたという。
紀元前3世紀末、パトリキのカエピオ家と、プレブスのゲミヌス家に分かれて隆盛を誇ったものの、大カエピオの失策によって落ち目となっていた。

## 家族
家系図については議論があるが、ここではGeigerの説に従う。
- クィントゥス・セルウィリウス・カエピオ（小カエピオ）
  - クィントゥス・セルウィリウス・カエピオ：最初の妻との子
  - ホルテンシア：子カエピオの妻。
- リウィア：2番目の妻。マルクス・リウィウス・ドルスス (護民官)のきょうだいで後に離婚[6]
  - セルウィリア・カエピオニス：リウィアとの子
  - マルクス・ユニウス・ブルトゥス (紀元前83年の護民官)：セルウィリアの夫
    - マルクス・ユニウス・ブルトゥス：孫。子カエピオに養子入りしクィントゥス・セルウィリウス・カエピオ・ブルトゥスとなる。

  - グナエウス・セルウィリウス・カエピオ：リウィアとの子
    - セルウィリア (ルクッルスの妻)（英語版）：孫
    - ルキウス・リキニウス・ルクッルス：孫の夫
- マルクス・ポルキウス・カト (小カトの父)（英語版）：リウィアの再婚相手
  - マルクス・ポルキウス・カト・ウティケンシス